# Guillén-Ramón de Vich y de Vallterra
Guillén-Ramón de Vich y de Vallterra (Valencia, 1460/1470 – Casamari, 27 luglio 1525) è stato un cardinale e vescovo cattolico spagnolo.

## Biografia
Papa Leone X lo elevò al rango di cardinale nel concistoro del 1º luglio 1517.
Operò per la maggior parte della sua vita in Spagna, in particolare a Barcellona.
Quando morì fu sepolto a Roma, nella basilica di Santa Croce.

## Genealogia episcopale
La genealogia episcopale è:
- Cardinale Guillaume d'Estouteville, O.S.B.Clun.
- Papa Sisto IV
- Papa Giulio II
- Cardinale Achille Grassi
- Vescovo Paride Grassi
- Cardinale Guillén-Ramón de Vich y de Vallterra